# Ptychochromis insolitus
Ptychochromis insolitus е вид лъчеперка от семейство Цихлиди (Cichlidae). Видът е критично застрашен от изчезване.